# Список островов Намибии
Ниже представлен список островов Намибии. Намибии принадлежат более десяти островов Атлантики, и речные острова, находящиеся на её (Намибии) территории.

## Речные острова
| Остров                                                                                 | Островная группа | Водоём  | Размер (площадь)                  | Регион  | Тип            | Примечания                                  | Координаты                      |
| -------------------------------------------------------------------------------------- | ---------------- | ------- | --------------------------------- | ------- | -------------- | ------------------------------------------- | ------------------------------- |
| Импалила                                                                               |                  | Замбези | 11 000 x 4 000 метров (17,88 км²) | Каприви | Речной остров  | самый большой остров Намибии                | 17°47′00″ ю. ш. 25°13′24″ в. д. |
| Какумба                                                                                |                  | Замбези | 1800 x 500 метров (0,52 км²)      | Каприви | Речной остров  | имеет форму четырёхугольника                | 17°47′29″ ю. ш. 25°15′12″ в. д. |
| Нказа                                                                                  |                  | Квандо  |                                   | Каприви | Речной остров  | во время сезона дождей скрывается под водой | 18°25′10″ ю. ш. 23°37′04″ в. д. |
| Лупала                                                                                 |                  | Квандо  |                                   | Каприви | Речной остров  | во время сезона дождей скрывается под водой | 18°19′51″ ю. ш. 23°40′26″ в. д. |
| Острова Секома-Нааи такое же название имеют непосредственно прилегающие к нему острова |                  | Замбези | 1000 x 200 метров (?? км²)        | Каприви | Речные острова |                                             | 17°45′07″ ю. ш. 25°10′21″ в. д. |